# Суземський район
Суземський район — адміністративна одиниця на південному сході Брянської області Росії.
Адміністративний центр — селище Суземка.

## Географія
Площа району — 1339,32 км². Основні річки — Бобрик, Городня.

## Історія
5 липня 1944 року Указом Президії Верховної Ради СРСР була утворена Брянська область, до складу якої, поряд з іншими, був включений і Суземський район.